# Goodnestone (Dover)
Pour les articles homonymes, voir Goodnestone.
Goodnestone est un village et une paroisse civile dans le district de Dover dans le comté du Kent, en Angleterre. Le village est situé à approximativement 11 km au sud-est de la ville de Canterbury et à 8 km au sud-ouest de la ville de Sandwich.

## Lieux et monuments

### Église paroissiale de la Sainte-Croix de Goodnestone
L'église paroissiale de la Sainte-Croix de Goodnestone, classée édifice d'un intérêt exceptionnel (Grade I), appartient à l'archidiaconé et au diocèse de Cantorbéry et au doyenné de Pont-Orient. L'église est située à proximité du Parc de Goodnestone et date du XIIe siècle, avec des ajouts et des modifications jusqu'au XIXe siècle. Richard Charles Hussey et Thomas Rickman ont reconstruit la nef, le chœur et le porche sud entre 1839 et 1841. Dans le chœur de l'église, se trouve un monument datant de 1752 créé par Peter Scheemakers en l'honneur de Brook Bridges, 1er baronnet de Goodnestone(mort en 1728), créateur du Parc de Goodnestone,.
Le père de l'écrivain Montague Rhodes James, Herbert James, est né au presbytère de Goodnestone en 1862 et a été curé de Sainte-Croix.

### Parc de Goodnestone
Au sud-ouest du village se situe le Parc de Goodnestone, un domaine composé d'un château anglais seigneuriale et de jardins. Seuls les jardins sont ouverts au public. La maison a été construite en 1704 par Brook Bridges, 1er baronnet de Goodnestone. Elizabeth, la fille de Brook Bridges, 3e baronnet de Goodnestone, a épousé le frère de Jane Austen. Cette dernière a régulièrement rendu visite à son frère et à Elizabeth au domaine au début de leur vie conjugale.